# Kråknäsgrundet

Kråknäsgrundet är en ö vid norra Ljusterö i Stockholms skärgård.
Ön, som även benämns Lillön, är den enda bebyggda inom den ögrupp som ligger mellan Bössarviken och Gärdsviksfladen. Bebyggelsen på ön är uppförd i mitten av 1920-talet och kompletterad kring 1950. Floran på än är den sedvanliga i mellanskärgården med al, hägg, asp och björk. På flera platser växer olika former av kaprifol och på våren stora mängder liljekonvaljer.